# 三兄弟
《三兄弟》是香港麗的電視製作的處境喜劇電視劇，首播於1977年2月一直播放至1978年，逢星期一播映。主要演員有黎灼灼、周吉、譚榮傑、徐家霖、尹偉諾。
故事圍繞一個居住在公屋的家庭其成員周邊發生的人和事而展開。
本劇極少重播，而且重播版本缺少部分集數，部分畫面亦沒有聲音。

## 演員表
- 黎灼灼 飾 阿嫲
- 周吉 飾 佘旺
- 譚榮傑 飾 佘志傑
- 徐家霖 飾 佘志林
- 尹偉諾 飾 佘志偉
- 袁曼枝／陳婉薇 飾 方麗娟
- 黎少芳 飾 七嬸
- 周麗娟 飾 阿芳
- 盧雨岐 飾 阿發
- 司馬華龍 飾 娟父
- 陳麗雲 飾 娟母
- 許淑嫻 飾 翠姐
- 陳寶祥 飾 阿榮
- 潘志文 飾 洪哥
- 許紹雄 飾 米高

## 軼事
- 原定拍攝13集，但因反應甚佳而維持了將近兩年，最終拍攝了86集。
- 本劇於當時剛落成的葵涌荔景邨及葵盛西邨取景拍攝。
- 多位粵語片導演、小生如張瑛、李亨等以及日後成名的馬敏兒、谷德昭，以至主演周吉的兒女都曾在本劇客串。
- 飾演老三的尹偉諾真實年齡是比飾演老二的徐家霖大。
- 飾演父親的周吉，在拍攝途中跳槽無線電視，於劇中為郵差的他，被劇組安排為到北婆羅洲出任郵局局長而終結角色。
- 飾演方麗娟的袁曼枝拍攝途中息影，該角色改由陳婉薇飾演。

## 外部連結
- 香港民間回憶資料庫